# Adminisztrátori rendszer
Az adminisztrátori rendszer Magyarországon a reformkorban egyike volt a közigazgatás egyik legtöbbet bírált kérdésének. Az adminisztrátori rendszernek a megyéknél való bevezetésére vonatkozó javaslat lényege az volt, hogy a megyékben uralkodó ellenzékkel szemben a kormány királyi kinevezésen alapuló hivatalnokok, úgynevezett adminisztrátorok útján keresett támaszt.

## Története
Az adminisztrátori rendszer a közigazgatás államosításának egyik faja, amellyel Metternich, illetve Apponyi György gróf alkancellár 1844–47-ig terjedő időszakban kísérletezett a vármegyei ellenzék és az általa képviselt municipalizmus erőszakos megfékezése céljából. A kormányzat arra törekedett, hogy a neki megfelelő végrehajtó vármegyei hatóság által az ellenzék követjelöltjeit – főként a szegény és műveletlen bocskoros nemesség megvesztegetésével és felbujtásával – a választásokon kibuktassa. A kormány arra hivatkozott, hogy ezzel az új rendszerrel a vármegyékben elterjedt visszaéléseknek kíván véget vetni. 
A király 1844. november 10-én írta alá az erre vonatkozó rendeleteket. Ezeket országos felzúdulás fogadta. Mivel a főispánok többsége is vonakodott a törvénytelen megbízatásnak engedelmeskedni, 52 közül 32 helyére adminisztrátor került. Az új adminisztrátorok egy része korábban az ellenzéki oldalon harcolt, ám „szegre akasztva elveit” ekkor a bécsi kormány legkészségesebb kiszolgálójává vált. 
A kormány – a rendi alkotmány felforgatásával – azon főispánok mellé, akik az erőszakosság új rendszerét alkalmazni nem akarták vagy nem tudták, helyetteseket, adminisztrátorokat rendelt, ezeket magas fizetéssel látta el, és az állam minden hatalmi eszközével felruházta. Így a főispánságból, amely a rendi közjog felfogása szerint inkább méltóság (nobile officium) volt, hivatalt, a funkcionáriusból egyszerű állami tisztviselőt csinált. Ennélfogva a főispáni hatalom, amely főleg egyházi és világi főrendek kiváltsága volt, a központi kormány közege lett.
Egymást érték a zajos vármegyei ülések, a véres és botrányos tisztújítások, ám a kormány mégsem érte el fő célját, az ellenzék letörését és egy kezes, konzervatív többség létesítését. Az adminisztrátori rendszer heves és széles körű vitákat váltott ki az 1847–48-as országgyűlésen, míg végül az 1848. februári párizsi forradalom hírére az egész apparátus, a vezetőkkel (Metternich, Apponyi) együtt hirtelen megbukott. 